# Comunitatea bizantină
Termenul de comunitate bizantină face referire la aria geografică unde influența Imperiului Bizantin, fie ea de ordin liturgic sau artistic a fost dominantă în timpul Evului Mediu, fiind răspândită fie de administrația imperială, fie de factori de soft power.
Termenul a fost introdus pentru prima dată în secolul al XX-lea de istoricul Dimitrie Oboleski.